# John Ross Robertson

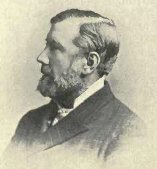
John Ross Robertson

John Ross Robertson (* 28. Dezember 1841 in Toronto, Ontario; † 31. Mai 1918) war ein kanadischer Verleger, Philanthrop, Politiker und Eishockeyfunktionär.

## Leben
1867 gründete er die Toronto Evening Telegram, eine konservative Zeitung, die bis 1971 veröffentlicht wurde. Obwohl er nie Eishockey gespielt hatte, zeigte er starkes Interesse an diesem Sport. Robertson war gegen die Professionalisierung des Eishockeys und setzte sich für den Erhalt des Amateursports ein. 1896 wurde er als unabhängiger konservativer Abgeordneter ins kanadische Unterhaus gewählt. 1899 wurde er zum Präsidenten der Ontario Hockey Association gewählt und blieb es bis 1905. Zwei Jahre später spendete er Trophäen für die Gewinner der OHA. Später wurde er Ehrenpräsident der kanadischen Amateureishockey-Organisation. Die Meisterschaftstrophäe der Ontario Hockey League, die er ursprünglich selber gespendet hatte, wurde ihm zu Ehren J. Ross Robertson Cup genannt.
1947 wurde er in die Hockey Hall of Fame aufgenommen.